# Retorbido
Retorbido ist eine norditalienische Gemeinde (comune) mit 1507 Einwohnern (Stand 31. Dezember 2023) in der Provinz Pavia in der Lombardei. Die Gemeinde liegt etwa 26 Kilometer südsüdwestlich von Pavia in der Oltrepò Pavese. Die Staffora bildet die westliche Gemeindegrenze.

## Verkehr
Durch die Gemeinde führt die frühere Strada Statale 461 del Passo del Penice von Voghera nach Bobbio.
Auf der gegenüberliegenden Seite der Staffora liegt der Flugplatz Voghera.